# ريب ماونتن (ويسكونسن)
ريب ماونتن (بالإنجليزية: Rib Mountain (town), Wisconsin)‏ هي بلدة تقع بولاية ويسكونسن في الولايات المتحدة. تبلغ مساحتها 66.3 (كم²)، وترتفع عن سطح البحر 374 م، بلغ عدد سكانها 6825 نسمة في عام 2010 حسب إحصاء مكتب تعداد الولايات المتحدة .

## وصلات خارجية
- townofribmountain.org
- The US50 - Cities and Towns in Wisconsin State
- Wisconsin Cities and Towns, Facts, Map, Flag, Colleges, Government, and More